# Ice (singel The Rasmus)
Ice – czwarty singel z albumu Playboys fińskiego zespołu The Rasmus.

## Lista utworów
1. „Ice” – 2:45
2. „Ufolaulu” – 1:56
3. „Well Well” [live] – 3:14
4. „Kola” [live] – 3:43